# Bray Head
Der Bray Head (irisch: Ceann Bhré) ist ein 241 m ASL hoher Berg in der irischen Grafschaft Wicklow im Osten Irlands. Er ist eine der Touristenattraktionen der Stadt Bray. An seinem östlichen Fuß liegt der erste in Europa versteckte Geocache „Europe’s First“.

## Bilder

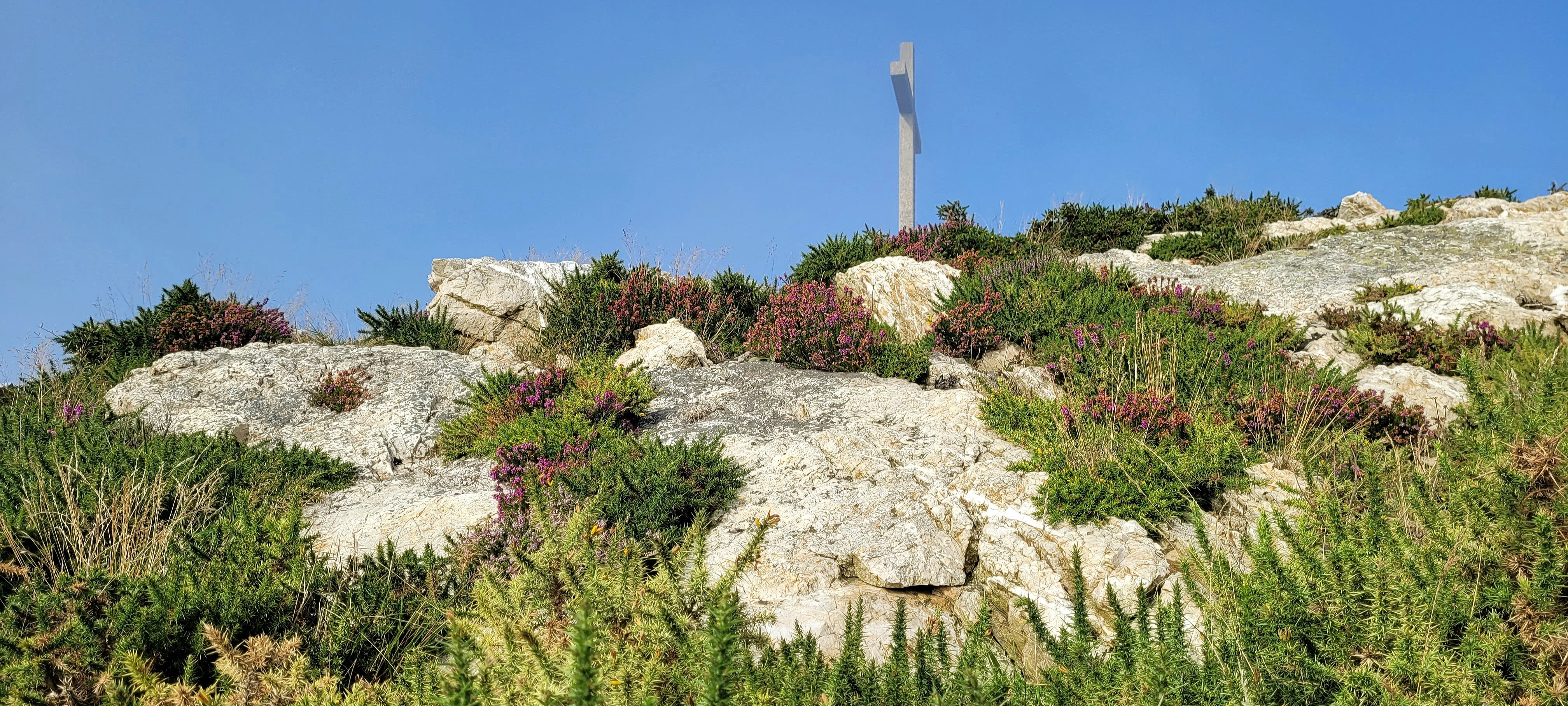
Blick auf die Bergspitze
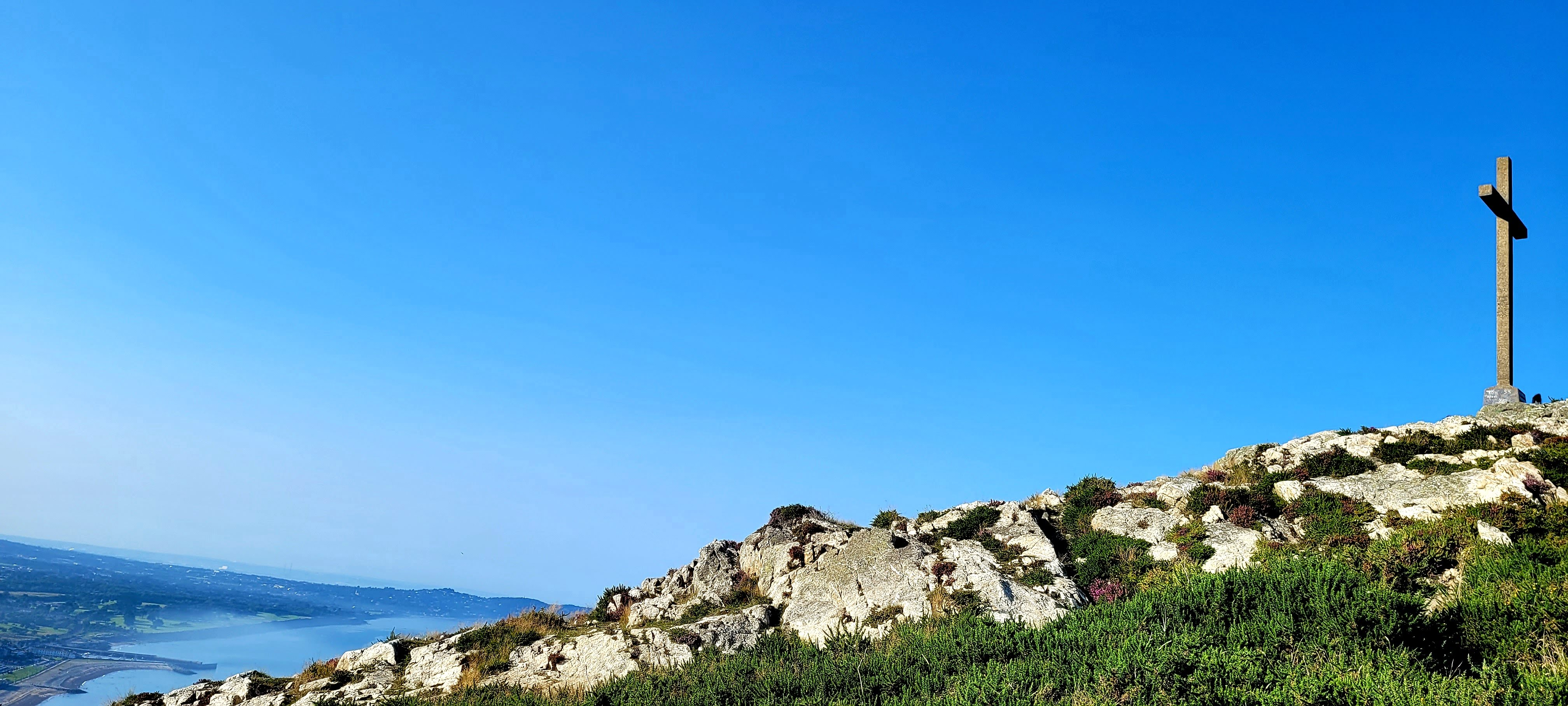
Bergspitze mit Panorama von Bray
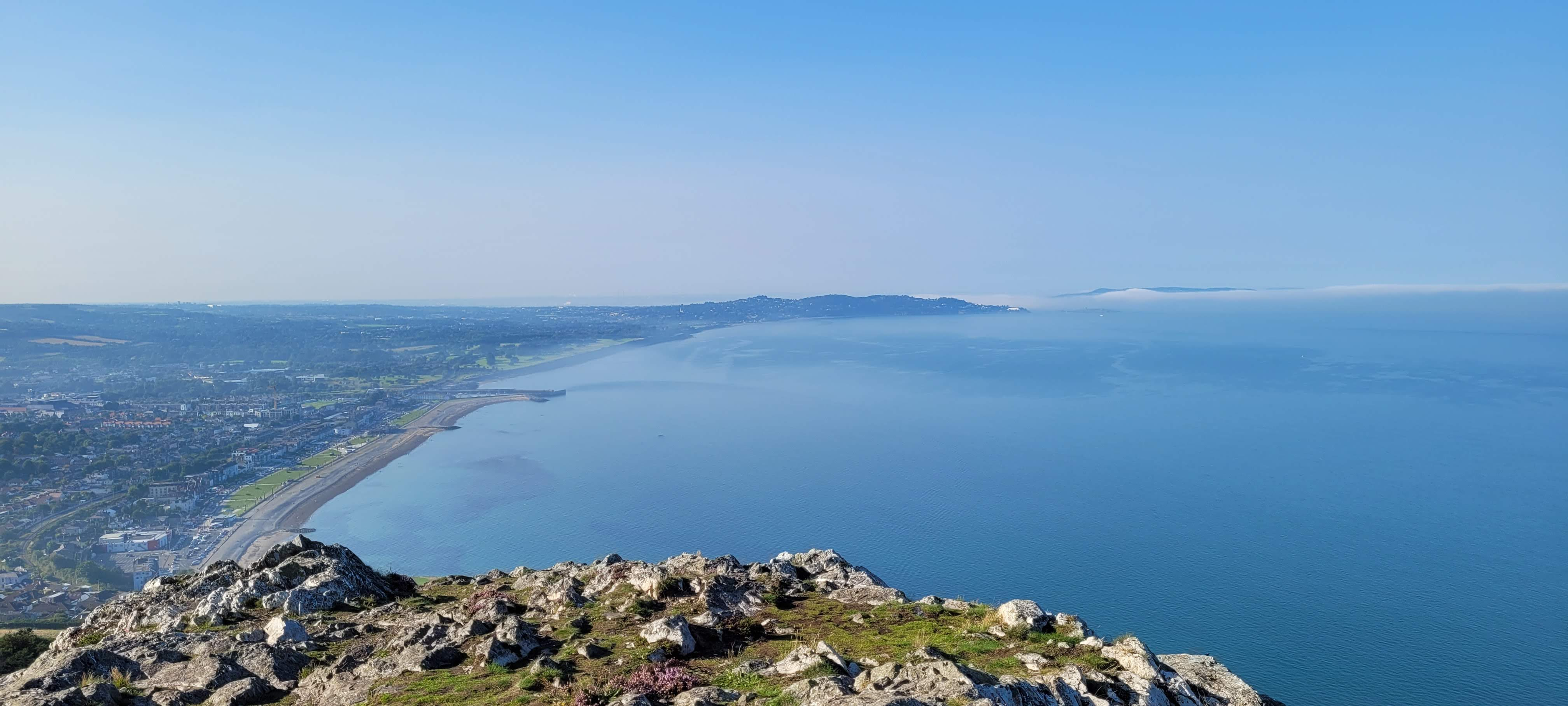
Blick von der Bergspitze auf Bray